# Останінська сільська рада
Оста́нінська сільська́ ра́да — адміністративно-територіальна одиниця та орган місцевого самоврядування в Ленінському районі Автономної Республіки Крим. Адміністративний центр — село Останіне.

## Загальні відомості
- Населення ради: 1 723 особи (станом на 2001 рік)

## Історія
Астанінська; 1985 року — Останінська.

## Населені пункти
Сільській раді підпорядковані населені пункти:
- с. Останіне
- с. Зелений Яр
- с. Пісочне

## Склад ради
Рада складається з 16 депутатів та голови.
- Голова ради: Вертелецький Анатолій Миколайович

### Керівний склад попередніх скликань
| Прізвище, ім'я, по батькові       | Основні відомості                                                         | Дата обрання | Дата звільнення |
| --------------------------------- | ------------------------------------------------------------------------- | ------------ | --------------- |
| Вертелецька Ганна Петрівна        | Сільський голова, 1944 року народження, член Партії регіонів              | 26.03.2006   | 31.10.2010      |
| Вертелецький Анатолій Миколайович | Сільський голова, 1944 року народження, освіта вища, член Партії регіонів | 31.10.2010   |                 |

Примітка: таблиця складена за даними сайту Верховної Ради України

### Депутати
За результатами місцевих виборів 2010 року депутатами ради стали:

#### За суб'єктами висування
| Суб'єкт висування | Кількість обраних депутатів | %   |
| ----------------- | --------------------------- | --- |
| Партія регіонів   | 16                          | 100 |

#### За округами
| № округу        | Прізвище, ім'я, по батькові      | Дата визнання обраним | Освіта             | Партійна приналежність | Відомості про обраного депутата                     |
| --------------- | -------------------------------- | --------------------- | ------------------ | ---------------------- | --------------------------------------------------- |
| Партія регіонів |                                  |                       |                    |                        |                                                     |
| 1               | Митченко Тетяна Федорівна        | 04.11.2010            | середня            | позапартійна           | приватний підприємець                               |
| 2               | Волинкіна Раїса Павлівна         | 04.11.2010            | середня            | член Партії регіонів   | пенсіонер                                           |
| 3               | Соколова Марія Ігорівна          | 04.11.2010            | середня            | член Партії регіонів   | Останінська загальноосвітня школа, завгосп          |
| 4               | Драннік Галина Іванівна          | 04.11.2010            | середня            | член Партії регіонів   | приватний підприємець                               |
| 5               | Бочкарьова Валентина Михайлівна  | 04.11.2010            | середня            | член Партії регіонів   | Останінська сільська рада, начальник ВУС            |
| 6               | Ільін Едуард Васильович          | 04.11.2010            | вища               | член Партії регіонів   | Октябрська загальноосвітня школа, вчитель           |
| 7               | Колка Ганна Дмитріївна           | 04.11.2010            | вища               | позапартійна           | пенсіонер                                           |
| 8               | Запорожець Ніна Миколаївна       | 04.11.2010            | середня спеціальна | член Партії регіонів   | тимчасово не працює                                 |
| 9               | Ліхачова Наталя Василівна        | 04.11.2010            | середня спеціальна | член Партії регіонів   | Останінська сільська бібліотека, завідувачка        |
| 10              | Гангал Марина Георгіївна         | 04.11.2010            | середня            | член Партії регіонів   | Придністровська залізниця, касир                    |
| 11              | Кисетова Тамара Володимирівна    | 04.11.2010            | середня            | член Партії регіонів   | пенсіонер                                           |
| 12              | Соколов Микола Миколайович       | 04.11.2010            | середня            | член Партії регіонів   | Крименергосистема, оператор                         |
| 13              | Кошевий Іван Васильович          | 04.11.2010            | середня            | член Партії регіонів   | пенсіонер                                           |
| 14              | Іванова Алефтина Євгенівна       | 04.11.2010            | середня спеціальна | член Партії регіонів   | дитячий садок «Ромашка», завідувачка дитячого садка |
| 15              | Корольов Віктор Іванович         | 04.11.2010            | середня            | член Партії регіонів   | Крим енергетична система, оператор                  |
| 16              | Степанов Володимир Володимирович | 04.11.2010            | середня            | член Партії регіонів   | пенсіонер                                           |